# Fares Manaa
Fares Manaa (en arabe : فارس مناع), né le 8 février 1965 ou le 22 mai 1970 à Sa'dah, est un homme politique et un trafiquant d'armes yéménite membre du Congrès général du peuple puis des Houthis.

## Biographie
En octobre 2009, la une du journal Ath-Thawra mentionne Fares Manaa dans le haut de la liste des trafiquants d'armes mis sur liste noire par le gouvernement. Il est accusé d'avoir permis aux rebelles houthis de piller l'un de ses stocks d'armes, et est arrêté en janvier 2010 En avril 2010, il est également placé sous sanctions par l'ONU pour ne pas avoir respecter un embargo d'armes sur la Somalie,.
En octobre 2016, pressenti pour devenir ministre du Commerce dans le gouvernement dissident des Houthis, Fares Manaa est finalement recalé. Il est finalement nommé ministre d'État.